# Philip Mountbatten
Philip Mountbatten (Corfu, 10 juni 1921 – Windsor, 9 april 2021), geboren als prins Fílippos (Grieks: Φίλιππος) van Griekenland en Denemarken, was vanaf 1947 tot aan zijn overlijden de echtgenoot van koningin Elizabeth II van het Verenigd Koninkrijk. Sinds de dag van zijn huwelijk was hij hertog van Edinburgh, graaf van Merioneth en baron Greenwich. In 1957 werd hij eveneens Prins van het Verenigd Koninkrijk. Bij leven stond hij in het Verenigd Koninkrijk veelal bekend als prins Philip, hertog van Edinburgh.

## Biografie

### Jonge leven

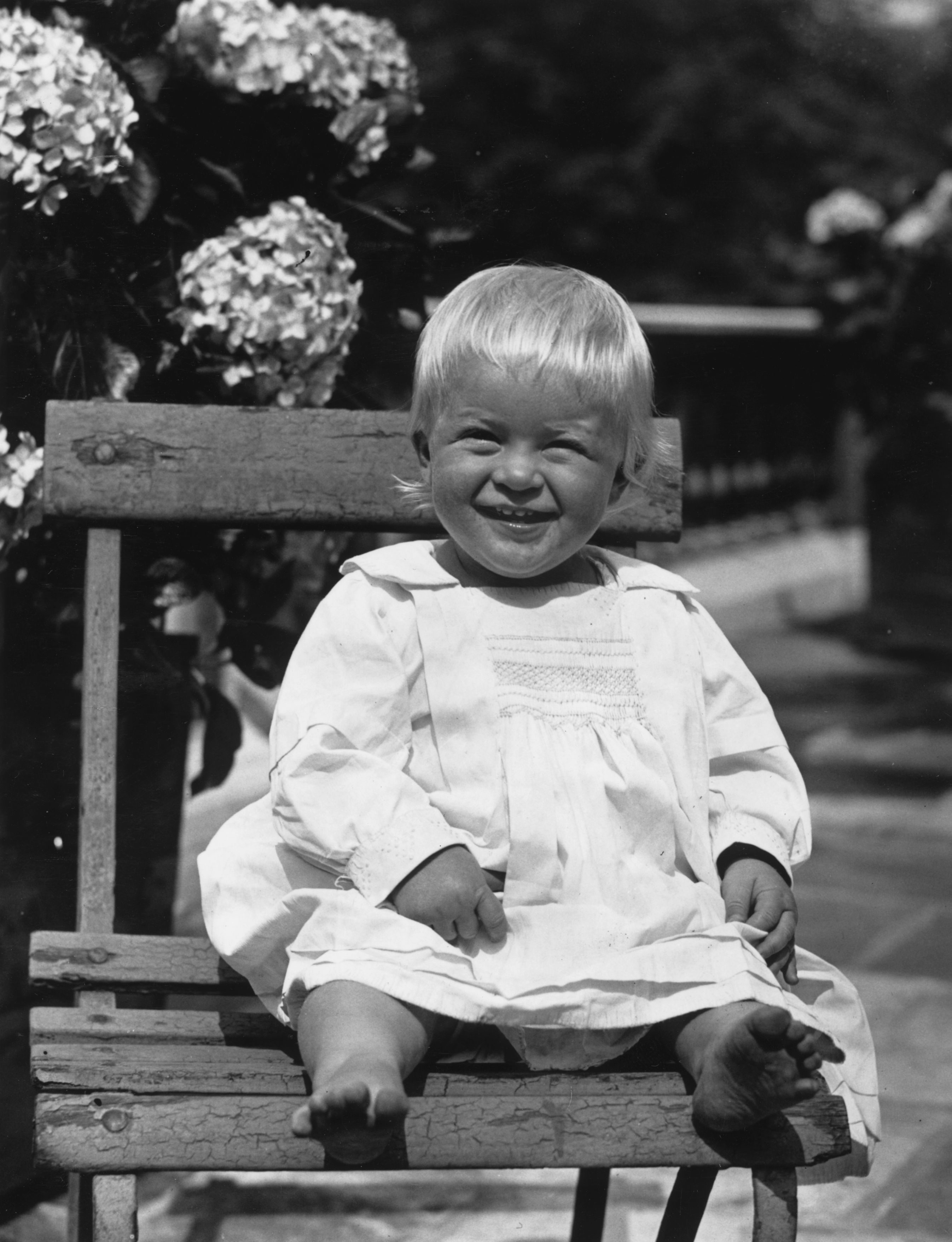
Prins Philip op 1 juli 1922

Philip werd geboren als prins Fílippos (Grieks: Φίλιππος) van Griekenland en Denemarken (Grieks: Πρίγκιπας Φίλιππος της Ελλάδος και Δανίας), zoon van prins Andreas van Griekenland en prinses Alice van Battenberg in de villa Mon Repos op het eiland Corfu. Hij had vier oudere zusters. Als lid van het Huis Sleeswijk-Holstein-Sonderburg-Glücksburg was hij prins van zowel Griekenland als Denemarken. Zijn grootvader George I van Griekenland was immers de zoon van koning Christiaan IX van Denemarken. Zijn oudere zusters waren Margaretha, Theodora, Cecilia en Sophia die als jongste dochter zeven jaar ouder was dan haar broer. 
Drie maanden na zijn geboorte overleed zijn grootvader Lodewijk Alexander van Battenberg die in 1917 de familienaam gewijzigd had naar Mountbatten, een wijziging die zijn dochter Alice niet gedaan had, aangezien zij in Griekenland woonde en niet in het anti-Duitse Engeland van die tijd. Alice en baby Philip reisden naar Londen voor de begrafenis, terwijl prins Andreas in Griekenland bleef vanwege de perikelen in de Grieks-Turkse Oorlog. Op 22 september 1922 werd Philips oom, koning Constantijn I, gedwongen om troonsafstand te doen. De nieuwe militaire regering arresteerde onder andere prins Andreas. In december werd prins Andreas verbannen en hij en zijn familie verhuisden naar Frankrijk, waar ze in een huis verbleven dat hen ter beschikking werd gesteld door zijn tante Marie Bonaparte, de vrouw van zijn oom George. Doordat hij al zo jong zijn vaderland verliet sprak hij geen Grieks. In een interview in 1992 vertelde hij dat hij het wel deels begreep en zich vroeger een Scandinaviër voelde, vooral Deens en dat zijn familie in zijn jeugd een mengsel van Engels, Frans en Duits sprak. Hijzelf sprak ook vloeiend Duits.
Nadat hij eerst op een Amerikaanse school in Parijs zat, werd hij in 1930 naar het Verenigd Koninkrijk gestuurd om daar naar school te gaan. Hij verbleef nu bij zijn grootmoeder Victoria Mountbatten op Kensington Palace en zijn oom George Mountbatten op Lynden Manor in Bray. In de volgende drie jaar trouwden zijn vier zusters allen met Duitse prinsen. Bij zijn moeder Alice werd schizofrenie vastgesteld. Zij verbleef in een instelling en zijn vader Andreas vestigde zich in Monte Carlo. De rest van zijn kindertijd had hij weinig contact met zijn moeder. In 1933 werd hij in Duitsland naar de Schule Schloss Salem gestuurd, die van zijn zwager Berthold van Baden was. Met de opkomst van het nazisme vluchtte Kurt Hahn, de oprichter van de school, uit Duitsland en ging naar Schotland waar hij de school Gordonstoun stichtte. Na twee trimesters in Salem ging ook Philip naar Schotland. In 1937 kwam zijn zwangere zus Cecilia, samen met haar man, twee kinderen en schoonmoeder om in een vliegtuigcrash in Oostende. De zestienjarige Philip woonde de begrafenis in Darmstadt bij. Nadat hij afstudeerde ging hij naar Dartmouth om een opleiding te volgen bij de marine. Tijdens de Tweede Wereldoorlog diende hij aan de Britse kant, terwijl zijn zwagers Berthold en Christoffel bij het Duitse leger waren.  Philip was onder meer betrokken bij de landing op Kreta.

### Huwelijk en kinderen
In 1939 bezochten koning George VI en koningin Elizabeth Dartmouth. Tijdens het bezoek vroegen de koningin en Louis Mountbatten aan Philip om de prinsessen Elizabeth en Margaret te escorteren. Elizabeth en Philip waren verre verwanten; Philip en Elizabeth zijn beiden nakomelingen van koningin Victoria. Philip is een achterkleinzoon van haar dochter, prinses Alice, en Elizabeth is een achterkleindochter van Victoria's oudste zoon, koning Edward VII. Een andere familieband was er via koning Christiaan IX van Denemarken. Philip is zijn achterkleinzoon en Elizabeth is een achter-achterkleindochter. De dertienjarige Elizabeth werd verliefd op Philip en ze begon brieven naar hem te schrijven. In de zomer van 1946 vroeg Philip aan koning George VI de hand van zijn dochter, die dit verzoek toestond op voorwaarde dat de verloving pas officieel zou worden in april 1947 als Elizabeth 21 zou zijn.

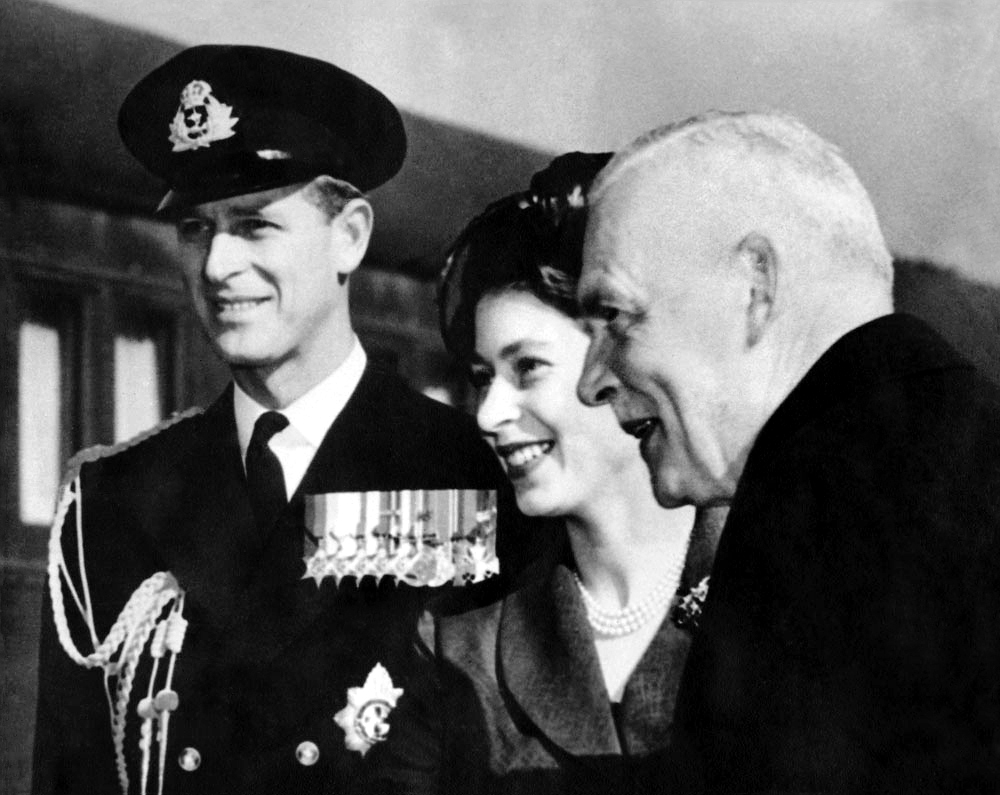
De prins, prinses en Louis Saint-Laurent in 1951 bij een bezoek aan Canada

In maart 1947 deed hij afstand van zijn Griekse en Deense titels en werd Brits staatsburger. Hij nam de familienaam Mountbatten aan, die zijn ooms George en Louis en tante Louise al sinds 1917 droegen. Op 10 juli 1947 werd de verloving bekendgemaakt. Ze trouwden op 20 november van dat jaar en Philip werd een Britse Koninklijke Hoogheid, hertog van Edinburgh, graaf van Merioneth en baron Greenwich. Het paar trouwde in Westminster Abbey en de BBC zond de ceremonie op de radio wereldwijd uit voor 200 miljoen luisteraars. Doordat de Tweede Wereldoorlog nog maar twee jaar afgelopen was, waren zijn drie zusters niet welkom op de bruiloft. Na de huwelijkssluiting ging het koppel op Clarence House wonen. Met Elizabeth kreeg hij vier kinderen:
1. Charles, koning van het Verenigd Koninkrijk (14 november 1948)
2. Anne Mountbatten-Windsor, Princess Royal (15 augustus 1950)
3. Andrew Mountbatten-Windsor, hertog van York (19 februari 1960)
4. Edward Mountbatten-Windsor, hertog van Edinburgh (10 maart 1964)

Na de huwelijksreis vervolgde Philip zijn loopbaan bij de marine en in 1949 werd hij gestationeerd in Malta. In 1951 werden hij en Elizabeth door het Privy Council aangeduid om naar Canada te reizen om koning George VI te vervangen, die in een steeds slechtere gezondheid verkeerde. Begin 1952 ondernamen ze een officiële tour door het Gemenebest. Toen de koning op 6 februari 1952 overleed, waren ze op een officiële reis in Kenia. Nu zijn vrouw de troon besteeg, beëindigde Philip noodgedwongen zijn loopbaan bij de marine.
Zijn oudste zoon Charles werd na het overlijden van Elizabeth op 8 september 2022 koning van het Verenigd Koninkrijk.

### Prins-gemaal
Nu Elizabeth koningin werd dook ook opnieuw de naamskwestie op. Het is gebruikelijk in het Verenigd Koninkrijk om de naam van de man aan te nemen. Na de dood van koningin Victoria was dit ook al gebeurd daar koning Edward VII de naam van zijn vader Saksen-Coburg-Gotha droeg, het latere huis Windsor. Lord Mountbatten was een voorstander van het Huis Mountbatten, terwijl Philip zelf het Huis Edinburgh voorstelde, naar zijn hertogelijke titel. Toen koningin Mary hier lucht van kreeg informeerde ze premier Winston Churchill, die de koningin informeerde dat de dynastie het Huis Windsor moest blijven. Philip was hier erg ontevreden over en klaagde dat hij de enige man was in het land die zijn kinderen niet zijn naam kon geven, terwijl hijzelf de naam van zijn moeder aangenomen had. In 1960, toen koningin Mary al enkele jaren dood was en Churchill geen premier meer was besliste Elizabeth, kort voor de geboorte van haar tweede zoon Andrew, dat enkel de troonpretendent de naam Windsor zou dragen en haar andere kinderen en afstammelingen de naam Mountbatten-Windsor. 
Van 1956 tot 1957 reisde Philip de wereld rond, zonder zijn vrouw, op de Britannia en opende in 1956 de Olympische Spelen in Melbourne en bezocht zelfs Antarctica en werd zo de eerste royal die binnen de Zuidpoolcirkel verbleef. Op 22 februari 1957 kreeg hij ook nog de titel Britse prins en werd vanaf nu Zijne koninklijke hoogheid prins Philip, hertog van Edinburgh.
Zijn oom Louis Mountbatten kwam in 1979 om het leven door een terreuraanslag van de IRA. Nadat zijn zoon Charles in 1980 een relatie kreeg met lady Diana Spencer drong de prins erop aan om haar ofwel ten huwelijk te vragen ofwel de relatie te beëindigen. Charles stond onder druk van zijn vader en vroeg Diana ten huwelijk. Diana kreeg twee zonen, maar het huwelijk wankelde al na enkele jaren en in de jaren negentig gingen ze uit elkaar. Een echtscheiding volgde in 1996. Diana kwam een jaar later om het leven in een autocrash met haar toenmalige vriend Dodi Fayed. De volgende jaren beschuldigde Dodi's vader Mohamed Fayed de hertog ervan het ongeluk in scène gezet te hebben en zo opdracht gegeven zou hebben voor een moord op Diana. Na een uitgebreid justitieel onderzoek werd in 2008 geconcludeerd dat Philip niet voor haar dood verantwoordelijk was.
Op 2 augustus 2017 hield Philip zijn laatste reguliere publieke plichtpleging. Op eigen verzoek ging hij met 'pensioen', maar hij sloot niet uit af en toe aanwezig te zijn bij een officiële bijeenkomst. Tot die dag had hij volgens Buckingham Palace, sinds de troonsbestijging van Elizabeth, 22.219 officiële bijeenkomsten bijgewoond, 637 officiële soloreizen overzee gemaakt, 5496 toespraken gehouden, veertien boeken geschreven en was hij president, beschermheer of lid van 785 organisaties. In 2016 was hij nog 110 dagen van het jaar aanwezig bij publieke bijeenkomsten.
In 2017 waren hij en Elizabeth zeventig jaar getrouwd; het eerste paar uit de koninklijke familie ooit.  
Op 17 januari 2019 veroorzaakte de 97-jarige Philip een auto-ongeval nabij Sandringham House. De inzittenden van de wagen die hij aanreed, raakten lichtgewond. Zijn eigen Land Rover Freelander belandde op zijn kant. Philip droeg geen autogordel, maar bleef ongedeerd. Een kleine maand later leverde hij zijn rijbewijs in. Volgens zijn woordvoerders deed hij dat vrijwillig.

### Privé
Philip was een bewonderaar van postimpressionistische schilders als Walter Sickert en Pierre Bonnard. Hij was zelf een verdienstelijk amateurschilder in een vergelijkbare, nostalgische stijl.

### Overlijden
Philip overleed op 99-jarige leeftijd op Windsor Castle in de ochtend van 9 april 2021, twee maanden voor zijn honderdste verjaardag. Philip is van het Britse vorstenhuis de op twee na langstlevende, na prinses Alice Christabel Montagu-Douglas-Scott en zijn schoonmoeder Elizabeth. De dag na zijn overlijden gingen in de meeste Commonwealthlanden op overheidsgebouwen de vlaggen halfstok. In onder andere de steden Londen, Edinburgh, Cardiff en Belfast, de Britse kroonkolonie Gibraltar, de Australische hoofdstad Canberra en vanaf meerdere Britse marineschepen werden op 10 april 41 saluutschoten afgevuurd te zijner gedachtenis. 
Op 17 april 2021 vond de uitvaart plaats op Windsor Castle. Bij leven had Philip een staatsbegrafenis geweigerd. Vanwege de landelijke regelgeving omtrent de coronapandemie mochten er in de St George's Chapel maar dertig gasten aanwezig zijn, naast dragers en geestelijken. Alle bezoekers, alsook de dragers, droegen een zwart mondmasker. Het lichaam werd naar de wens van Philip in een op zijn aanwijzingen gepersonaliseerde Land Rover Defender TD5 130 naar de kapel gebracht. Om 15.00 uur (plaatselijke tijd) werd in het gehele Verenigd Koninkrijk een minuut stilte gehouden. De doodskist bevond zich toen zoals gepland op het tweede platform van de westelijke trap naar de kapel.
Philip werd in de kapel bijgezet in een van de koninklijke grafkelders, de Royal Vault, in afwachting van een herbegrafenis op 19 september 2022 in de Koning George VI Herdenkingskapel na het overlijden van zijn echtgenote. Elizabeth overleed op 8 september 2022 op 96-jarige leeftijd.

### DNA-test tsarenfamilie
Toen de overblijfselen van de laatste tsaar en zijn gezin waren ontdekt, stond Philip in 1998 DNA af voor de identificatie. Hij was immers familie. Zijn grootmoeder was grootvorstin Olga van Rusland. Zijn oudtante Dagmar (1847-1928) was tsarina van Rusland. Een andere oudtante aan moederskant was Alix van Hessen-Darmstadt, de echtgenote van de laatste tsaar.

## Kwartierstaat
| Kwartierstaat van prins Philip Mountbatten           | Kwartierstaat van prins Philip Mountbatten                                                                                                   | Kwartierstaat van prins Philip Mountbatten                                                              | Kwartierstaat van prins Philip Mountbatten                                                               | Kwartierstaat van prins Philip Mountbatten                                                               | Kwartierstaat van prins Philip Mountbatten                                                                   | Kwartierstaat van prins Philip Mountbatten                                                                   | Kwartierstaat van prins Philip Mountbatten                                                                            | Kwartierstaat van prins Philip Mountbatten                                                                            |
| ---------------------------------------------------- | --- | --- | --- | --- | --- | --- | --- | --- |
| Betovergrootouders                                   | Hertog Frederik Willem van Sleeswijk-Holstein-Sonderburg-Glücksburg (1785-1831) ∞ 1810 Prinses Louise Carolina van Hessen-Kassel (1789-1867) | Prins Willem van Hessen-Kassel (1787-1867) ∞ 1810 Prinses Louise Charlotte van Denemarken (1789-1864)   | Tsaar Nicolaas I van Rusland (1796-1855) ∞ 1817 Prinses Charlotte van Pruisen (1798-1860)                | Hertog Jozef van Saksen-Altenburg (1789-1868) ∞ 1817 Prinses Amelie van Württemberg (1799-1848)          | Groothertog Lodewijk II van Hessen-Darmstadt (1777-1848) ∞ 1804 Prinses Wilhelmina van Baden (1788-1836)     | Graaf Johan Maurits Hauke (1775-1830) ∞ Sofie Lafontaine                                                     | Prins Karel van Hessen-Darmstadt (1809-1877) ∞ 1836 Prinses Elisabeth van Pruisen (1815-1885)                         | Prins Albert van Saksen-Coburg-Gotha (1819-1861) ∞ 1840 Koningin Victoria van het Verenigd Koninkrijk (1819-1901)     |
| Overgrootouders                                      | Koning Christiaan IX van Denemarken (1818-1906) ∞ 1842 Prinses Louise van Hessen-Kassel (1817-1898)                                          | Koning Christiaan IX van Denemarken (1818-1906) ∞ 1842 Prinses Louise van Hessen-Kassel (1817-1898)     | Grootvorst Constantijn van Rusland (1827-1892) ∞ 1848 Prinses Alexandra van Saksen-Altenburg (1830-1911) | Grootvorst Constantijn van Rusland (1827-1892) ∞ 1848 Prinses Alexandra van Saksen-Altenburg (1830-1911) | Prins Alexander van Hessen-Darmstadt (1823-1888) ∞ 1851 Julia Hauke (1825-1895)                              | Prins Alexander van Hessen-Darmstadt (1823-1888) ∞ 1851 Julia Hauke (1825-1895)                              | Groothertog Lodewijk IV van Hessen-Darmstadt (1837-1892) ∞ 1862 Prinses Alice van het Verenigd Koninkrijk (1843-1878) | Groothertog Lodewijk IV van Hessen-Darmstadt (1837-1892) ∞ 1862 Prinses Alice van het Verenigd Koninkrijk (1843-1878) |
| Grootouders                                          | Koning George I van Griekenland (1845-1913) ∞ 1867 Grootvorstin Olga van Rusland (1851-1926)                                                 | Koning George I van Griekenland (1845-1913) ∞ 1867 Grootvorstin Olga van Rusland (1851-1926)            | Koning George I van Griekenland (1845-1913) ∞ 1867 Grootvorstin Olga van Rusland (1851-1926)             | Koning George I van Griekenland (1845-1913) ∞ 1867 Grootvorstin Olga van Rusland (1851-1926)             | Prins Lodewijk Alexander van Battenberg (1854-1921) ∞ 1884 Prinses Victoria van Hessen-Darmstadt (1863-1950) | Prins Lodewijk Alexander van Battenberg (1854-1921) ∞ 1884 Prinses Victoria van Hessen-Darmstadt (1863-1950) | Prins Lodewijk Alexander van Battenberg (1854-1921) ∞ 1884 Prinses Victoria van Hessen-Darmstadt (1863-1950)          | Prins Lodewijk Alexander van Battenberg (1854-1921) ∞ 1884 Prinses Victoria van Hessen-Darmstadt (1863-1950)          |
| Ouders                                               | Prins Andreas van Griekenland en Denemarken (1882-1944) ∞ 1903 Prinses Alice van Battenberg (1885-1969)                                      | Prins Andreas van Griekenland en Denemarken (1882-1944) ∞ 1903 Prinses Alice van Battenberg (1885-1969) | Prins Andreas van Griekenland en Denemarken (1882-1944) ∞ 1903 Prinses Alice van Battenberg (1885-1969)  | Prins Andreas van Griekenland en Denemarken (1882-1944) ∞ 1903 Prinses Alice van Battenberg (1885-1969)  | Prins Andreas van Griekenland en Denemarken (1882-1944) ∞ 1903 Prinses Alice van Battenberg (1885-1969)      | Prins Andreas van Griekenland en Denemarken (1882-1944) ∞ 1903 Prinses Alice van Battenberg (1885-1969)      | Prins Andreas van Griekenland en Denemarken (1882-1944) ∞ 1903 Prinses Alice van Battenberg (1885-1969)               | Prins Andreas van Griekenland en Denemarken (1882-1944) ∞ 1903 Prinses Alice van Battenberg (1885-1969)               |
| Philip Mountbatten, hertog van Edinburgh (1921-2021) | | | | | | | | |

## Vereringscultus in Vanuatu

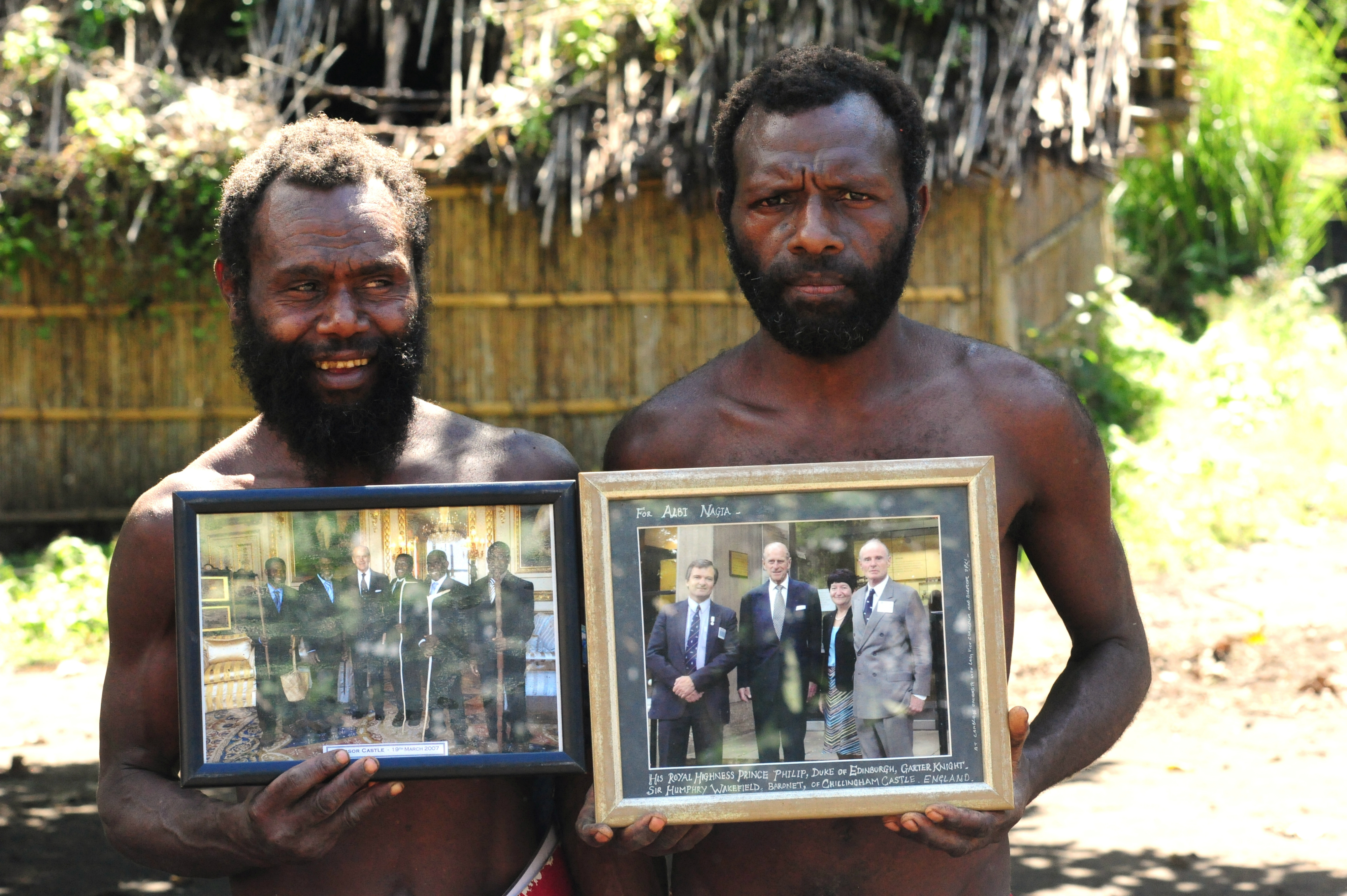
Aanbidders met foto's van prins Philip

Op het Vanuatuaanse eiland Tanna is een cargocult die Philip als een godheid vereert.